# Nadia Pariss
Nadia Pariss (født 31. December 1989 i Manhattan, New York), er en amerikansk pornoskuespiller. Hun har medvirket i over 100 pornofilm siden 2011.